# 島根県道243号出雲空港線
島根県道243号出雲空港線（しまねけんどう243ごう いずもくうこうせん）は、島根県出雲市を通る一般県道である。

## 概要
出雲市斐川町沖洲から出雲市斐川町荘原に至る。

### 路線データ
- 起点：島根県出雲市斐川町沖洲（出雲空港（出雲縁結び空港）ターミナルビル前、島根県道335号出雲空港宍道線起点）
- 終点：島根県出雲市斐川町荘原（国道9号交点）
- 総延長：4.1 km

## 路線状況

### 重複区間
- 島根県道335号出雲空港宍道線（出雲市斐川町沖洲・出雲空港（出雲縁結び空港）ターミナルビル前（起点） - 出雲市斐川町沖洲・空港西交差点）
- 島根県道184号平田荘原線（出雲市斐川町荘原）

### 道路施設

#### 橋梁
- 八雲橋（高瀬川、出雲市）

## 地理

### 通過する自治体
- 島根県
  - 出雲市

### 交差する道路
| 交差する道路                             | 交差する場所 | 交差する場所   |
| ---------------------------------------- | ------------ | -------------- |
| 島根県道335号出雲空港宍道線 重複区間起点 | 斐川町沖洲   | 起点           |
| 島根県道335号出雲空港宍道線 重複区間終点 | 斐川町沖洲   | 空港西交差点   |
| 島根県道23号斐川一畑大社線               | 斐川町荘原   | 空港通り交差点 |
| 島根県道184号平田荘原線 重複区間起点     | 斐川町荘原   |                |
| 島根県道184号平田荘原線 重複区間終点     | 斐川町荘原   | 出東入口交差点 |
| 国道9号                                  | 斐川町荘原   | 終点           |

### 沿線
- 出雲空港（出雲縁結び空港）
- 出雲市立斐川東中学校